# Johnny Boyd
John George Boyd, detto Johnny (Fresno, 19 agosto 1926 – Fresno, 26 ottobre 2003), è stato un pilota automobilistico statunitense.
Corse la 500 Miglia di Indianapolis dal 1955 al 1966, ottenendo come miglior risultato il terzo posto nell'edizione 1958.
Tra il 1950 e il 1960 la 500 Miglia faceva parte del Campionato Mondiale, per questo motivo Boyd ha all'attivo anche 6 Gran Premi ed un terzo posto in Formula 1.
Boyd muore nel 2003 e viene sepolto presso il cimitero di Clovis, California.

## Risultati in Formula 1
| 1955 | Scuderia           | Vettura           |  |  |     |  |  |  |  |  |  |  |  | Punti | Pos. |
| ---- | ------------------ | ----------------- |  |  | --- |  |  |  |  |  |  |  |  | ----- | ---- |
| 1955 | Sumar/Chapman Root | Kurtis Kraft 500D |  |  | Rit |  |  |  |  |  |  |  |  | 0     |      |

| 1956 | Scuderia                 | Vettura           |  |  |     |  |  |  |  |  |  |  |  | Punti | Pos. |
| ---- | ------------------------ | ----------------- |  |  | --- |  |  |  |  |  |  |  |  | ----- | ---- |
| 1956 | Bowes Seal Fast/Bignotti | Kurtis Kraft 500E |  |  | Rit |  |  |  |  |  |  |  |  | 0     |      |

| 1957 | Scuderia                 | Vettura           |  |  |   |  |  |  |  |  |  |  |  | Punti | Pos. |
| ---- | ------------------------ | ----------------- |  |  | - |  |  |  |  |  |  |  |  | ----- | ---- |
| 1957 | Bowes Seal Fast/Bignotti | Kurtis Kraft 500G |  |  | 6 |  |  |  |  |  |  |  |  | 0     |      |

| 1958 | Scuderia               | Vettura           |  |  |  |   |  |  |  |  |  |  |  | Punti | Pos. |
| ---- | ---------------------- | ----------------- |  |  |  | - |  |  |  |  |  |  |  | ----- | ---- |
| 1958 | Bowes Seal Fast Racing | Kurtis Kraft 500G |  |  |  | 3 |  |  |  |  |  |  |  | 4     | 16º  |

| 1959 | Scuderia                 | Vettura               |  |   |  |  |  |  |  |  |  |  |  | Punti | Pos. |
| ---- | ------------------------ | --------------------- |  | - |  |  |  |  |  |  |  |  |  | ----- | ---- |
| 1959 | Bowes Seal Fast/Bignotti | Epperly Indy Roadster |  | 6 |  |  |  |  |  |  |  |  |  | 0     |      |

| 1960 | Scuderia               | Vettura               |  |  |     |  |  |  |  |  |  |  |  | Punti | Pos. |
| ---- | ---------------------- | --------------------- |  |  | --- |  |  |  |  |  |  |  |  | ----- | ---- |
| 1960 | Bowes Seal Fast Racing | Epperly Indy Roadster |  |  | Rit |  |  |  |  |  |  |  |  | 0     |      |

| Legenda | 1º posto     | 2º posto | 3º posto    | A punti         | Senza punti/Non class.  | Grassetto – Pole position Corsivo – Giro più veloce |
| Legenda | Squalificato | Ritirato | Non partito | Non qualificato | Solo prove/Terzo pilota | Grassetto – Pole position Corsivo – Giro più veloce |